# Nedre Lilltjärnen, Lappland
Nedre Lilltjärnen är en sjö i Storumans kommun i Lappland och ingår i Umeälvens huvudavrinningsområde.